# Могила Бен-Гуриона
Могила Бен-Гуриона — один из национальных парков Израиля. Расположен в 5 километрах от кибуца Сде-Бокер, в котором провёл последние годы жизни и умер один из основателей Государства Израиль и его первый премьер-министр Давид Бен-Гурион.

## Создание
После смерти Бен-Гуриона 1 декабря 1973 года, он был согласно завещанию похоронен в кибуце Сде-Бокер рядом с его женой Полиной, умершей несколькими годами ранее. Правительство Израиля объявило район могилы Бен-Гуриона национальным парком. Рядом же расположены Мидрешет Бен-Гурион (образовательный центр и школа интернат) и Национальный центр солнечной энергии Бен-Гуриона.
В самом кибуце Сде-Бокер расположен Дом-музей Бен-Гуриона, в котором он жил в последние годы.

## Месторасположение и особенности парка
Национальный парк расположен в 5 км от кибуца Сде-Бокер над каньоном Нахаль-Цин по обе его стороны. Центральная часть горы Негев, где находится большая часть парка и могилы, называется пик Дибшон. На пике есть клиф и его пересекают реки Яков и Дибшон с высоким водопадом. Севернее рядом с Дибшон находится пик Айн-Яков и на нём расположен Мидрешет-Бен-Гурион. С западной стороны парк граничит с национальным парком Эйн-Авдат. В оформлении парка используются только местные камни, растут или посажены растения пустыни и только эндемичная израильская растительность. В центральной части парка преобладают тамариски. Парк украшен скульптурами, созданными Эзрой Орион в 1978—1980 годах.
Рядом с парком находится станция кормления для хищных птиц и зверей.
Могилы Давида и Полины Бен-Гурион находятся на краю крутой скалы, расположенной на природном плато, там же площадка с видом на живописные пейзажи в долинах Зин и Рамат-Авдат. Путь к площадке захоронения, сама площадка с могилой и обзорная площадка на горе выложены из гранулита.

## Вандализм
Могила Бен-Гуриона неоднократно подвергалась вандализму. Так, 30 марта 2005 года неизвестные написали на могиле слово «Гитлер». В августе 2005 года в СМИ Израиля появилась информация о том, что учащиеся расположенного рядом с мемориалом колледжа Сде-Боке́р занимались на могиле сексом, многие потеряли там девственность
. В то время как директор колледжа Яаков Эйни (ивр. יעקב עיני‎) решительно осуждает происшедшее, называя его «постыдным», у внука Бен-Гуриона Ярива Бен-Элиэзера другое мнение
:

«Если информация верна — меня очень радует то, что мой дед, через много лет после смерти, вдохновляет молодых и приносит стране эрекцию. Мне не кажется, что холодный и жёсткий камень — идеальное место для сексуальных отношений».
Оригинальный текст (иврит)"אם המידע נכון – זה משמח אותי מאוד שסבא שלי, שנים אחרי מותו, משמש השראה לצעירים ומביא להם זיקפה לאומית. לא נראה לי שעל אבן קרה ושטוחה זה המקום האידיאלי לקיים יחסי מין"